# Пруси (Мінський повіт)
Пруси (пол. Prusy) — село в Польщі, у гміні Мінськ-Мазовецький Мінського повіту Мазовецького воєводства.
Населення — 22 особи (2011).
У 1975-1998 роках село належало до Седлецького воєводства.

## Демографія
Демографічна структура станом на 31 березня 2011 року:
|          | Загалом | Допрацездатний вік | Працездатний вік | Постпрацездатний вік |
| -------- | ------- | ------------------ | ---------------- | -------------------- |
| Чоловіки | 11      | 0                  | 9                | 2                    |
| Жінки    | 11      | 1                  | 5                | 5                    |
| Разом    | 22      | 1                  | 14               | 7                    |